# Condalia henriquezii
Condalia henriquezii là một loài thực vật có hoa trong họ Táo. Loài này được Bold. mô tả khoa học đầu tiên năm 1914.